# Avanguardie artistiche in Unione Sovietica

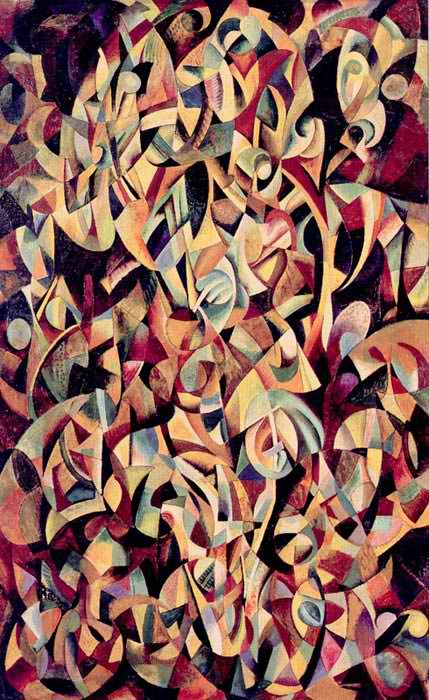
Aleksandr Rodčenko, Danza. Composizione senza oggetti, 1915

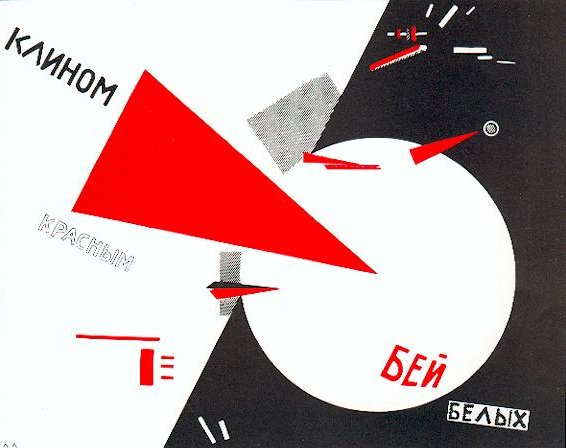
El Lissitzky, Colpisci i bianchi con il cuneo rosso, 1919, litografia

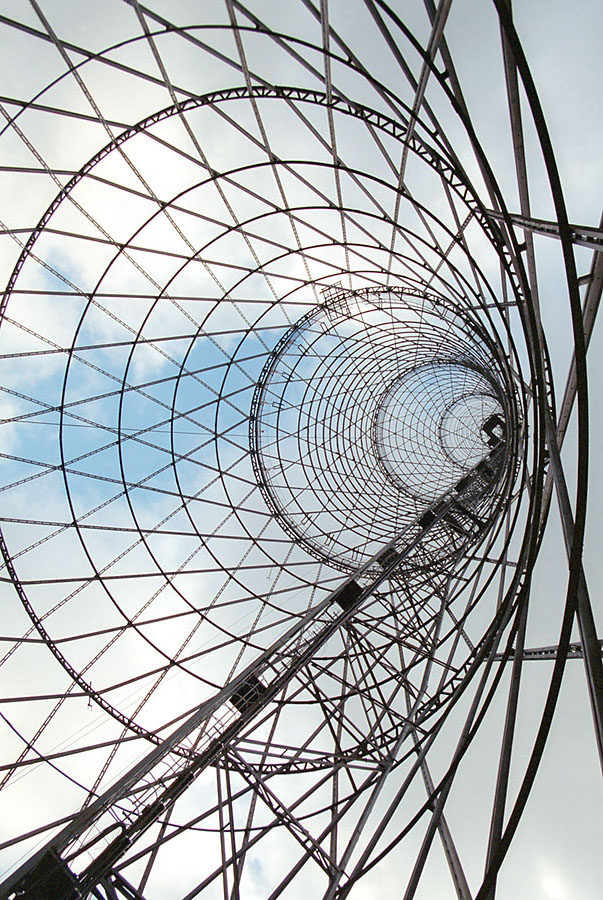
Torre Šuchov, 1922

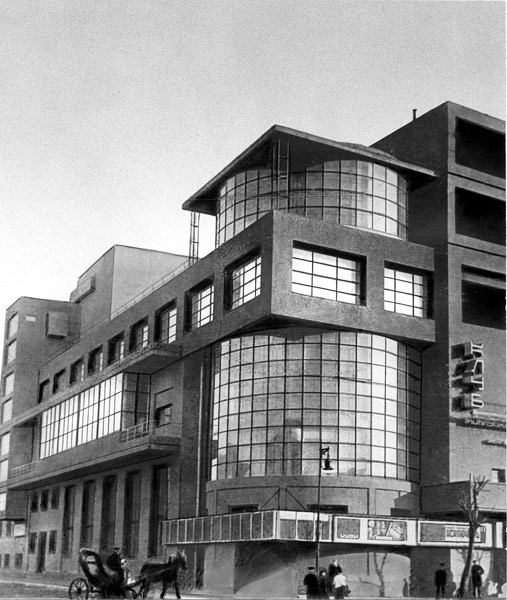
Il'ja Golosov, Circolo operaio Zuev, Mosca, 1926

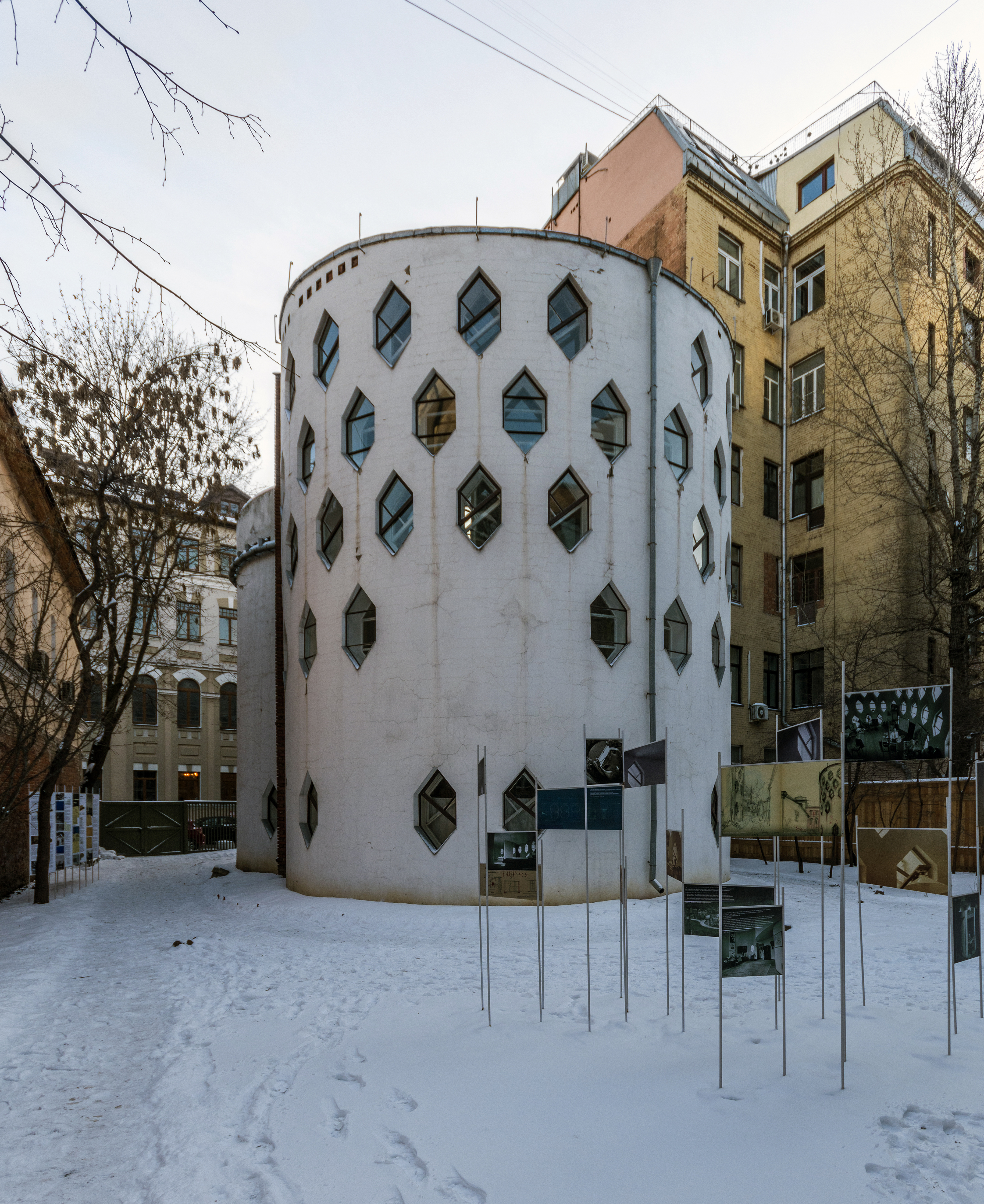
La casa di Melnikov, Mosca, 1929

Le avanguardie artistiche dell'Unione Sovietica (note anche come avanguardia russa) furono un importante e influente fenomeno dell'arte moderna del XX secolo che fu attivo durante l'Impero russo e l'Unione Sovietica tra il 1890 e gli anni '30— anche se alcuni indicano i suoi inizi nel 1850 e la sua fine nel 1960.
Il termine comprende numerosi distinti, ma strettamente connessi, movimenti artistici che fiorirono in quel periodo: suprematismo, costruttivismo, raggismo (è una sintesi di Cubismo e Futurismo), zaum e neo-primitivismo.

Le avanguardie artistiche russe si manifestarono nella loro massima creatività durante la Rivoluzione russa del 1917 fino all'inizio degli anni '30, quando esse si scontrarono e furono sopravanzate da un generale ritorno all'ordine, artisticamente rappresentato dal figurativismo del realismo socialista, coincidente con l'ascesa politica della figura di Stalin.

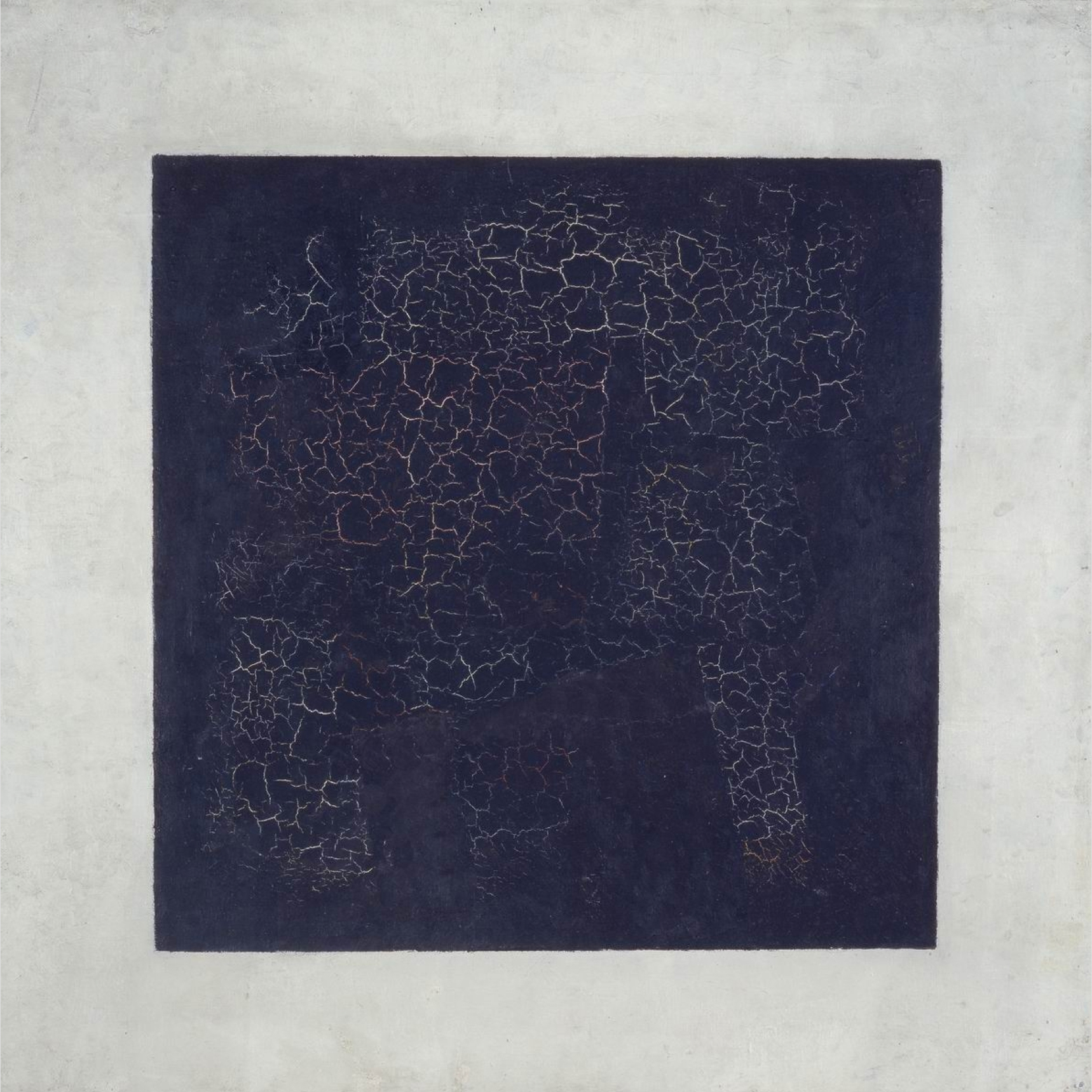
Kazimir Malevič, Quadrato nero, 1915, olio su lino, 79.5 x 79.5 cm, Galleria Tret'jakov, Mosca

## Artisti e designer
- Aleksandr Archipenko
- Vladimir Baranoff-Rossine
- Aleksandr Bogomazov
- David Burljuk
- Vladimir Burljuk
- Marc Chagall
- Lazar' Chidekel'
- Il'ja Čašnik
- Aleksandra Aleksandrovna Ėkster
- Robert Fal'k
- Moisej Fejgin
- Pavel Filonov
- Artur Fonvizin
- Nina Genke-Meller
- Natal'ja Gončarova
- Elena Guro
- Vasilij Vasil'evič Kandinskij
- Ivan Kljun
- Gustav Klucis
- Pëtr Končalovskij
- Evgenij Konopackij
- Sergej Koljada
- Aleksandr Vasil'evič Kuprin
- Michail Fëdorovič Larionov
- Aristarch Vasil'evič Lentulov
- El Lissitzky
- Kazimir Severinovič Malevič
- Paul Mansouroff
- Il'ja Ivanovič Maškov
- Michail Matjušin
- Vadym Meller
- Adolf Milman
- Solomon Nikritin
- Aleksandr Aleksandrovič Osmёrkin
- Ljubov' Sergeevna Popova
- Ivan Puni
- Kliment Red'ko
- Aleksej Michajlovič Remizov
- Aleksandr Michajlovič Rodčenko
- Ol'ga Rozanova
- Léopold Survage
- Varvara Stepanova
- Georgij e Vladimir Stenberg
- Vladimir Evgrafovič Tatlin
- Vasyl' Dmytrovyč Jermylov
- Nadežda Udal'cova
- Il'ja Zdanevič
- Aleksandr Ždanov
- Aleksandr Vasil'evič Ševčenko

## Pubblicazioni
- LEF
- Mir iskusstva

## Registi cinematografici
- Grigorij Vasil'evič Aleksandrov
- Boris Vasil'evič Barnet
- Aleksandr Petrovič Dovženko
- Sergej Michajlovič Ėjzenštejn
- Lev Vladimirovič Kulešov
- Jakov Aleksandrovič Protazanov
- Vsevolod Illarionovič Pudovkin
- Dziga Vertov

## Scrittori
- Andrej Belyj
- Daniil Charms
- Velimir Chlebnikov
- Marina Ivanovna Cvetaeva
- Sergej Aleksandrovič Esenin
- Elena Guro
- Aleksej Kručënych
- Vladimir Vladimirovič Majakovskij
- Viktor Borisovič Šklovskij
- Sergej Tret'jakov
- Il'ja Zdanevič

## Direttori di teatro
- Vsevolod Ėmil'evič Mejerchol'd
- Nikolaj Evreinov
- Evgenij Bagrationovič Vachtangov
- Sergej Michajlovič Ėjzenštejn

## Architetti
- Jakov Georgievič Černichov
- Moisej Ginzburg
- Il'ja Golosov
- Ivan Il'ič Leonidov
- Konstantin Stepanovič Mel'nikov
- Vladimir Grigor'evič Šuchov
- Aleksandr Vesnin

La valorizzazione e la conservazione delle poche opere architettoniche superstiti prodotte dagli architetti d'avanguardia sovietici (spesso misconosciute e/o in stato di semi-abbandono) è diventata una priorità per storici, politici ed architetti di tutto il mondo interessati all'arte moderna. Nel 2007 il Modern Museum of Art (MoMA) di New York ha dedicato una mostra intitolata "Lost Vanguard: Soviet Architecture", che esponeva un reportage del fotografo americano Richard Pare dedicate alla "avanguardia perduta" nel territorio dell' ex URSS.

## Musicisti
- Samuil Fejnberg
- Arthur Lourié
- Michail Matjušin
- Nikolaj Karlovič Metner
- Aleksandr Vasil'evič Mosolov
- Nikolaj Jakovlevič Mjaskovskij
- Nicolaj Borisovič Obukov
- Gavriil Nikolaevič Popov
- Sergej Sergeevič Prokof'ev
- Nikolaj Roslavec
- Leonid Leonidovič Sabaneev
- Vissarion Jakovlevič Šebalin
- Aleksandr Nikolaevič Skrjabin
- Dmitrij Dmitrievič Šostakovič

Molti compositori sovietici musica d'avanguardia divennero membri dell'Associazione di Musica Contemporanea diretta da Nikolaj Roslavec.